# دوشنبه مقدس

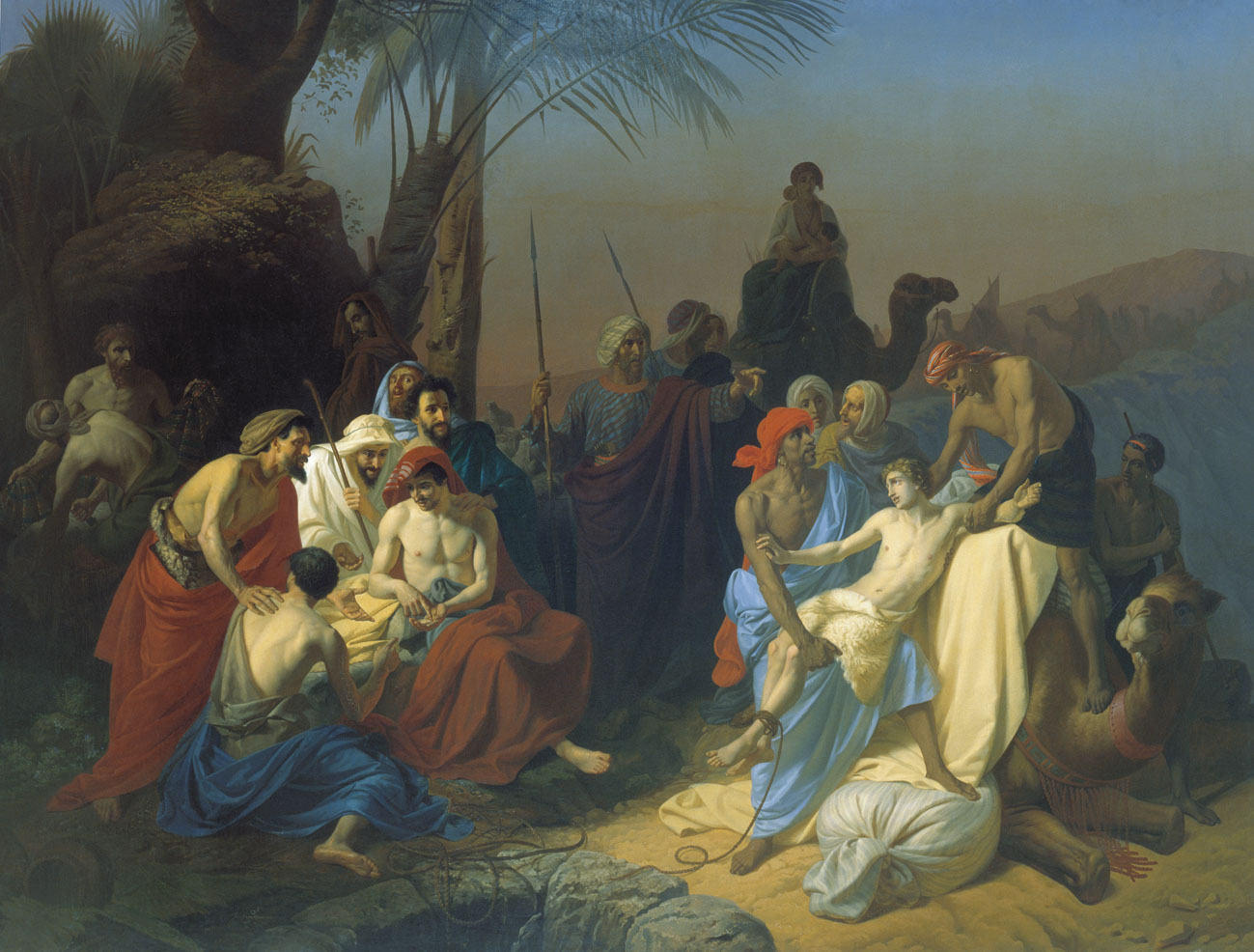
فروخته شدن یوسف بوسیله برادرانش. (کنستانتین فلاویسکی, ۱۸۵۵).

دوشنبه مقدس یا دوشنبه بزرگ و مقدس(به یونانی: Μεγάλη Δευτέρα, Megale Deutera) دوشنبهٔ هفته مقدس است و پیش از بزرگداشت وفات و قیام عیسی مسیح است. این روز، روز سوم از هفته مقدس در مسیحیت شرقی، پس از شنبه لازاروس و یکشنبه نخل، و در روز دوم از هفته مقدس در مسیحیت غربی است و پس از یکشنبه نخل است.
ذر کلیسای ارتدکس و کلیساهای کاتولیک شرقی است که به دنبال روش بیزانسی هستند، این روز را به عنوان دوشنبه بزرگ و مقدس، یا دوشنبه بزرگ می‌نامند. در این روز در کلیسا مراسم بزرگداشت پژمراندنِ درخت بی‌ثمر انجیر (متی ۲۱:۱۸-۲۲) برگزار می‌شود.